# Protaetia spectabilis
Protaetia spectabilis är en skalbaggsart som beskrevs av Hermann Rudolph Schaum 1841. Protaetia spectabilis ingår i släktet Protaetia och familjen Cetoniidae.

## Underarter
Arten delas in i följande underarter:
- P. s. immaculata
- P. s. viridiopaca
- P. s. velutina